# Jedwabne pończoszki
Jedwabne pończoszki – amerykański musical z 1957, remake filmu Ninoczka.
W rolach głównych wystąpili Fred Astaire oraz Cyd Charisse, a towarzyszyli im Janis Paige, Peter Lorre, Jules Munshin oraz George Tobias, który powtórzył swoją rolę z Broadwayu.

## Obsada[1]
- Peter Lorre – Brankov, komisarz
- Cyd Charisse – Ninotchka Yoschenko
- Fred Astaire – Steve Canfield
- Jules Munshin – Bibliński, komisarz
- George Tobias – Vassili Markovitch, komisarz sztuki
- Janis Paige – Peggy Dayton
- Joseph Buloff – Ivanov, komisarz
- Wim Sonneveld – Peter Ilyitch Boroff